# Alex Kidd in the Enchanted Castle
Alex Kidd in the Enchanted Castle (アレックスキッド 天空魔城?, Alex Kidd Tenkuu Majou) è un videogioco a piattaforme sviluppato nel 1989 da SEGA. Pubblicato in Giappone come titolo di lancio per il Sega Mega Drive, è il quinto gioco della serie Alex Kidd e l'unico videogioco con protagonista Alex sviluppato per una console a 16 bit.
Il videogioco è incluso nelle compilation Sega Mega Drive Collection per PlayStation 2 e PlayStation Portable, Sega Mega Drive Ultimate Collection per Xbox 360 e PlayStation 3 e Sega Mega Drive Classic Collection per PlayStation 4 e Xbox One. È stato inoltre pubblicato su Virtual Console per Wii e disponibile su Steam per Microsoft Windows.

## Trama
Alex vive sul pianeta Aries, su cui ora regna suo fratello, King Igul. Gira voce che loro padre, King Thor, sia ancora vivo e che si trovi sul pianeta Paperrock. Alex decide di intraprendere un viaggio diretto su quello strano pianeta per andare a cercarlo.

## Modalità di gioco
Con Enchanted Castle si ritorna alla formula e allo stile di Alex Kidd in Miracle World, dato che Alex perde una vita se colpito da un nemico anche una sola volta.
Il gioco è abbastanza impegnativo, dato che richiede differenti abilità per ogni livello. I contenitori bonus di ogni livello possono contenere una collana, oggetto utile per le partite a janken, una vita extra oppure delle bombe che esplodono dopo pochi secondi e possono uccidere Alex. Nei primi due livelli Alex può anche esplorare zone sotterranee per raccogliere altri bonus.
Il gioco è formato da 11 livelli e in ognuno di essi Alex devo combattere o evitare nemici ed ostacoli. Senza l'aiuto di altri oggetti le mosse possibili per Alex sono il salto e il pugno (simili alle mosse di Alex Kidd in Miracle World), il calcio a mezz'aria e il camminare abbassato strisciando. I nemici colpiti esplodono in denari che possono essere raccolti. È possibile ottenere nuovi oggetti o veicoli giocando a Janken in speciali edifici dove si gioca d'azzardo puntando del denaro.
Alex ha a disposizione tre vite nella modalità normale, una sola vita in modalità difficile e cinque in modalità facile.

### Gli oggetti
Nel corso del suo viaggio Alex può utilizzare i seguenti oggetti:
- Anello Magico: Spara un'onda di energia.
- Bastone Pogo: Con essa Alex può raggiungere posti più elevati, rimbalzando.
- Motocicletta: Consente di muoversi molto più velocemente in orizzontale.
- Bastone Magico: Consente ad Alex di levitare. Dopo un utilizzo scompare.
- Elicottero: Consente di volare e sparare proiettili.
- Veste: Invincibilità temporanea. Scompare dopo un utilizzo.
- Collana: Legge la mente degli altri giocatori di janken. Deve essere usata prima di un match.

I più utili e potenti per procedere velocemente attraverso il gioco sono sicuramente il bracciale/anello magico e l'elicottero.

## Differenze regionali
Nella versione originale giapponese del gioco quando Alex o il suo avversario perdevano un match a janken essi perdevano anche i vestiti, rimanendo con una sola foglia di fico sulla zona inguinale; se l'avversario era femmina, poi, due ulteriori foglie le coprivano i seni. Nelle versioni occidentali, invece, il perdente viene schiacciato da un'incudine pesantissima. Anche alcuni livelli hanno subito dei cambiamenti di nome nelle versioni occidentali (per esempio il primo livello in giapponese era "Bikini Town", nella versione occidentale è "città di Radaxian").